# Fedele Azari

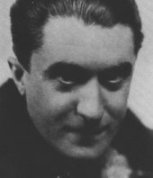
Fedele Azari

Fedele Azari (* 8. Februar 1895 in Pallanza, Piemont; † 25. Januar 1930 in Mailand) war ein italienischer Flugzeugpilot sowie Schriftsteller und Maler des Futurismus. Azari war Verfasser mehrerer futuristischer Manifeste. Zusammen mit F. T. Marinetti veröffentlichte er das Primo dizionario aereo italiano (deutsch: Erstes italienisches Wörterbuch der Luftfahrt). Mit seinen als „Flugperspektiven“ bezeichneten Flugbildern präsentierte er 1926 erste Beispiele der Aeropittura („Flugmalerei“).

## Werdegang

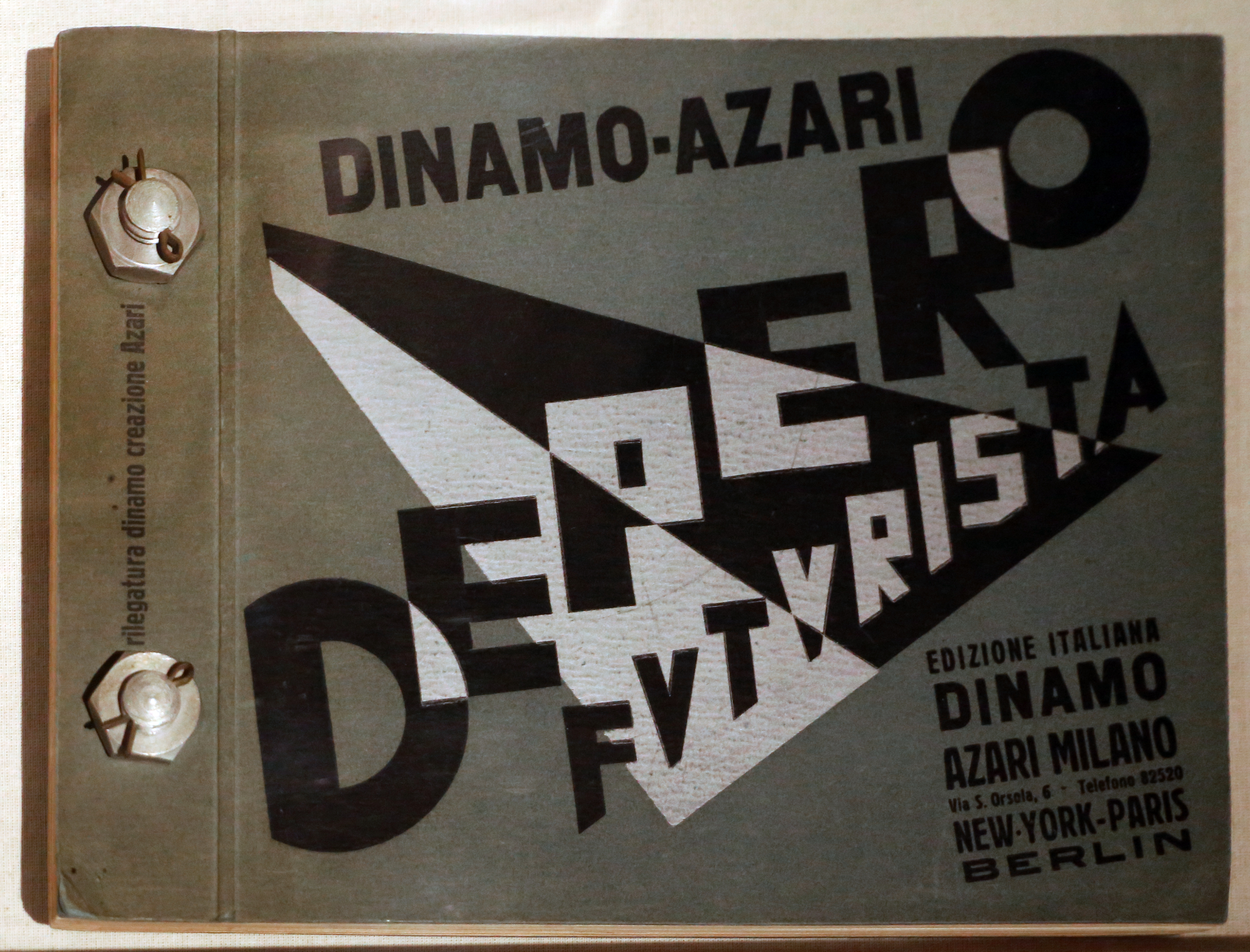
Buch mit Schraubenbindung: Depero Futurista von 1927

Mit seinem Text Il teatro aereo futurista (deutsch: Das futuristische Luftheater) vom 11. April 1919 publizierte Azari eines der bedeutendsten Manifeste der Nachkriegszeit. Darin propagierte der begeisterte Pilot eine Art Ausdruckstheater mit Flugzeugen, die Luftpantomimen, Lufttänze und Luftakrobatik aufführen. Er schreibt: „Das futuristische Lufttheater wird das erste wirklich demokratische Theater sein“, da es am unverstellten Himmel von jedermann gesehen werden kann. Darauf aufbauend schrieb Marinetti seine Manifeste Il teatro futurista aeroradiotelevisivo vom April 1931 und La Radia von 1933.
In seinem Manifest La flora futurista ed equivalenti plastici di odori artificiali (Die futuristische Blume und plastische Entsprechungen künstlicher Düfte) von 1924 forderte Azari die Ersetzung der organischen Natur am Beispiel artifizieller Blumen.
Mit seinen als Prospettive di volo („Flugperspektiven“) bezeichneten Flugbildern präsentierte Azari auf der Biennale di Venezia 1926 das erste Beispiel der futuristischen Aeropittura („Flugmalerei“).
In seinem Manifest Per una Società di Protezione delle Macchine forderte er 1927 – analog zum Naturschutz – die Gründung einer Gesellschaft zum Schutze der Maschinen. 
Im selben Jahr eröffnete Azari die Galerie Dinamo-Azari in Mailand (via S. Orsola 6). Außerdem war er Herausgeber des Kunstbuchs Depero-Futurista des Piloten und Futuristen Fortunato Depero. Der Maler Depero hatte seinen Freund Azari bereits 1922 als Piloten in dem Ölgemälde Ritratto Psicologico dell’aviatore Azari (Psychologisches Porträt des Fliegers Azari) porträtiert.

## Werke

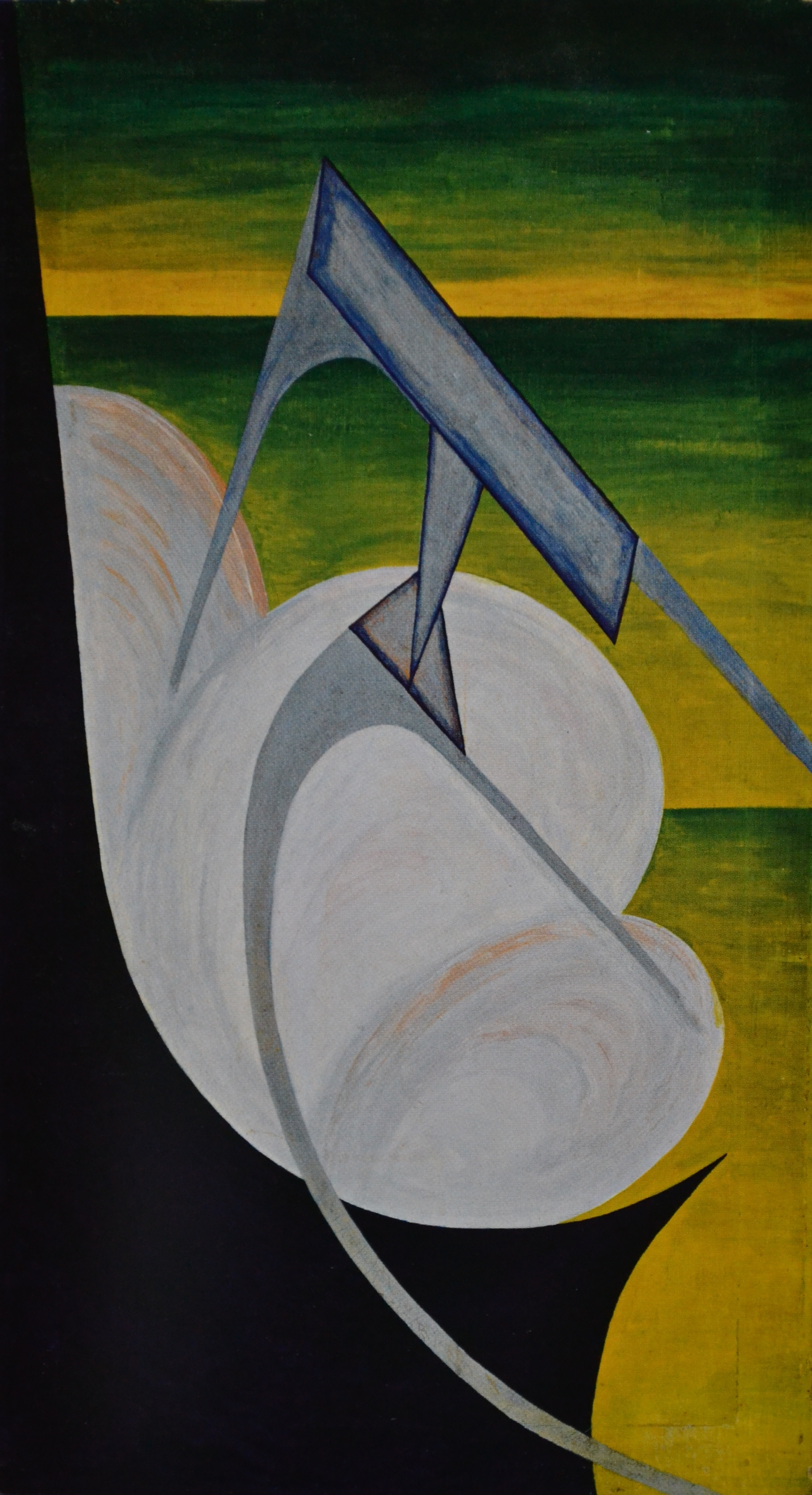
Teatro aereo futurista, 1922–26

### Gemälde
- Teatro aereo futurista, 1922–26.
- Aerial View of Lake Maggiore, 1925
- Prospettive di volo, 1926
- Architettura futurista (o. J.)

### Schriften
- Futuristisches Manifest (1919): Das futuristische Luftheater (Il teatro aereo futurista).
- Futuristisches Manifest (1924): Die futuristische Blume und plastische Entsprechungen künstlicher Düfte (La flora futurista ed equivalenti plastici di odori artificiali).
- Futuristisches Manifest (1927): Für eine Gesellschaft zum Schutz der Maschinen (Per una Società di Protezione delle Macchine).
- Fortunato Depero (Autor), Fedele Azari (Herausgeber): Depero Futurista. Dinamo-Azari, Mailand 1927.[8]
- Futuristisches Manifest (1928): Futuristisches Simultanleben (Vita futurista simultanea).
- F. T. Marinetti, F. Azari: Primo dizionario aereo italiano. Editore Morreale, Milano 1929. (Digitalisat)